# 24개돌 유적
24개돌 유적은 발해의 옛 건축 유적이다. 무단강(목단강) 연안의 요전자, 해방청, 강동, 관지와 두만강 연안의 마패, 함경도 경성 부근 등 2007년까지 모두 12곳의 유구가 수습되었으며, 그 유적의 정체에 대해 여러 학설이 있다.

## 개요
유구는 7×2칸으로 된 건물의 주춧돌처럼 다듬은 현무암 재질의 돌을 아주 좁은 간격으로 배치한 형태이다. 모두 24개의 돌을 여덟 개씩 세 줄로 배치하였으며, 주변에서는 발해 시대의 기와조각도 함께 발굴되었다.
발견된 유구들의 분포를 보면 중국측에 남은 것은 목단강 혹은 두만강 줄기를 따라 분포되어 있고, 북한측의 유구는 동해 바다를 따라 청진에서부터 뻗어 있다. 수도 상경에 가까운 돈화 부근과 경박호 부근에 각각 네 곳, 두 곳으로 모두 여섯 곳이 분포해 있으며, 가야하 연안의 왕칭 현 백초구진 흥륭촌이나 두만강 연안 마패, 석건평 및 북한의 함경북도 청진시 송평구역과 어랑군 회문리, 김책시 동흥리에 분포되어 있다.
2007년까지 발견된 12곳 외에 두만강 유역의 장대평 유구나 선구산성 유구(이것은 세줄만 남아 있다), 서위자 유구도 24개 돌에 포함시켜야 한다는 견해도 있다.

## 용도에 대한 논의
24개돌 유적이 어떤 용도로 사용되었는가에 대해 학자들은 여러 가지 설을 내놓았다.
- 시신을 안치하던 빈소

24개돌 유적이 발해 왕족들이 주로 묻히던 육정산 부근에서 발견된다는 점에서, 발해 왕족의 시신을 안치하던 곳이라고 보는 설이다. 다만 이 설은 육정산 말고도 용두산에도 발해 왕족이 묻혔고, 임시 빈소 치고는 규모도 크고 격식도 화려하다는 점이 반론으로 제기된다.
- 사당 및 종교적 상징물

24개돌 유적이 으레 높은 곳에 위치해 있다는 점에서 주장된 설이다. 이 설도 높은 곳, 혹은 높은 기단으로 지어졌다고 다 제례 장소로 볼 수는 없고, 방향도 남쪽이나 동쪽으로 일관성이 없고 더욱이 주변에서 제사 유물이 발굴되지 않았다는 점에서 문제가 있다. 사람이 숭배했거나 목조 건축물을 지었다고도 한다.
- 역참

발해 왕조가 지역으로 가는 길에 두었던 역참이라는 설이다. 이 설은 목단강 연안으로 돈화 부근의 네 곳과 경박호 부근의 두 곳(영주도), 가야하 연안과 왕청현 백초구진 흥륭촌과 두만강 연안의 마패, 석건평(조공도) 그리고 북한 송평구역과 회문리, 동흥리(신라도)에서 발견된 유구들의 위치를 보면 각각 발해의 과거 교통로와도 일치한다는 것이다. 실제 돈화는 발해의 구국이라 불린 오동성에서 30km 떨어져 있고, 상경까지의 영주도 길목에 여섯 개의 유구가 집중되어 있다. 이 설도 역참이라면 난방을 어떻게 한 건지 알 수 없으며 각 지역에 위치한 유적 사이의 거리도 일정하지는 않다는 지적이 따른다.
- 발해 왕실의 기념성 건축물

발해 왕실이 무엇인가를 기념하고자 지은 궁이거나 관청 내지 사찰이라는 설. 이 설도 부속 건물의 흔적이 보이지 않고 건축물의 비율도 공공건축물이라기에는 다소 비율이 맞지 않는다는 점이 지적된다.
- 창고

곡물 및 관용 물품을 저장하던 창고로써 지어졌던 흔적이라는 설이다.

## 참고 문헌
- 김경표, 《발해건축사론》 도서출판 기문당, 2010년